# Primera Guerra del Peloponnès
La Primera Guerra del Peloponnès (460–445 aC) es va lliurar entre Esparta com a líder de la Lliga del Peloponnès i els altres aliats d'Esparta, sobretot Tebes, i la Lliga de Delos, dirigida per Atenes, amb el suport d'Argos. Aquesta guerra va consistir en una sèrie de conflictes i guerres menors, com la Segona Guerra Sagrada. Hi va haver diverses causes per a la guerra, incloent la construcció de les llargues muralles ateneses, el canvi de bàndol de Mègara i la suspicàcia espartana davant del creixement de l'Imperi atenès.
La Primera Guerra del Peloponnès va començar l'any 460 aC amb la batalla d'Ènoe, on les forces espartanes van ser derrotades per les de l'aliança ateneso-argiva Al començament de la guerra, els atenesos tenien avantatge tant a terra com al mar, on van obtenir victòries gràcies a la superioritat de la seva flota. Aquesta situació es va mantenir fins que, el 457 aC, els espartans i els seus aliats van vèncer l'exèrcit atenès a Tànagra. No obstant això, els atenesos van llançar un contraatac i van obtenir una victòria aclaparadora sobre els beocis a la batalla d'Enòfita, que els va permetre apoderar-se de la totalitat de Beòcia a excepció de Tebes.
Atenes va consolidar encara més la seva posició en fer d'Egina membre de la Lliga de Delos i en arrasar el Peloponnès. Els atenesos van ser derrotats l'any 454 aC pels perses a Egipte, fet que els va fer entrar en una treva de cinc anys amb Esparta. Tanmateix, la guerra va tornar a esclatar l'any 448 aC amb l'inici de la Segona Guerra Sagrada. L'any 446 aC, Beòcia es va revoltar i va derrotar els atenesos a Coronea i va recuperar la seva independència.
La primera guerra del Peloponnès va acabar amb un acord entre Esparta i Atenes que va ser ratificat a la pau dels Trenta Anys (signada durant l'hivern de 446 - 445 aC). Segons el que estableix el tractat, tots dos bàndols van conservar els territoris principals dels seus imperis. Atenes va continuar tenint el control del mar, mentre que Esparta dominava a terra ferma. Mègara va tornar a la Lliga del Peloponnès i Egina es va convertir en un estat tributari de la Lliga de Delos amb autonomia política. La guerra entre ambdues lligues es va reprendre el 431 aC i donà lloc a la Segona Guerra del Peloponnès. Va acabar amb una contundent victòria espartana l'any 404 aC, on Atenes va ser ocupada per Esparta.

## Origen i causes
Tan sols vint anys abans que comencés la primera guerra del Peloponnès, Atenes i Esparta havien lluitat colze a colze durant les guerres mèdiques. En aquella ocasió, Esparta havia ostentat l'hegemonia del que els acadèmics actuals denominen com a Lliga Panhel·lènica, i havia aconseguit les victòries crucials del 480 aC i 479 aC No obstant això, amb el pas dels anys, el lideratge espartà va engendrar un cert rancor entre les potències navals gregues que van assumir el comandament durant la campanya que va portar la guerra als territoris perses a Àsia i l'Egeu; a més, a partir del 478 aC els espartans van abandonar la direcció de la guerra. Esparta i els seus aliats van començar a témer el creixement d'Atenes quan aquesta va emprendre la reconstrucció de les seves muralles i el reforç de la seva flota. Les diferències polítiques feien cada vegada més difícil evitar l'enfrontament entre ambdues ciutats: Atenes aspirava a ampliar els seus territoris, mentre que Esparta desitjava acabar amb la democràcia atenesa. 

Mapa que mostra els territoris d'Atenes i els de la Lliga de Delos, que presidia.

Mentrestant, Atenes havia estat afirmant-se al panorama internacional, i cobejava dominar l'Egeu. Els atenesos ja havien reconstruït les seves muralles (malgrat els desitjos manifestos d'Esparta) i el 479 i 478 a. C. havien assumit un paper molt més actiu en les campanyes a la mar Egea. A l'hivern de 479-478 a. C., en una conferència que va aplegar diversos estats jònics i egeus a Delos, Atenes va assumir la direcció de una nova lliga, la de Delos. La reconstrucció de les muralles atenesos, duta a terme en secret, es degué a la insistència de Temístocles, que va convèncer els seus conciutadans que era la millor manera de protegir la ciutat. Temístocles també va posposar les propostes espartanes sobre el control d'armament; creia que si s'acceptaven, Atenes quedaria en inferioritat davant d'Esparta, que gaudia del poder militar que li conferien els seus hoplites i la seva particular formació de combat, la falange. Després concloure les obres de les muralles, Temístocles va declarar que Atenes deixaria de reconèixer la primacia espartana, desenvoluparia un programa polític propi i es defensaria per si mateixa. En aquell moment van aparèixer senyals d'animositat entre Atenes i Esparta, la qual cosa és relatada a manera d'anècdota per Diodor Sícul, el qual assenyala que el 475-474 aC els espartans van ponderar recuperar l'hegemonia de la campanya contra Pèrsia per la força;Si bé els acadèmics moderns no estan segurs quant a la data i credibilitat del relat, generalment ho han citat com a prova que (ja en aquella època) existia a Esparta un grup de «partidaris de la guerra».

La muralla llarga d'Atenes, que connectava la ciutat amb El Pireu.

Tot i això, durant algun temps van continuar les relacions amistoses entre les dues ciutats. Temístocles, el ciutadà atenès d'aquest període a qui més s'associa amb la política hostil a Esparta, va ser desterrat a principis dels anys 470 a. C. i després va haver de fugir a Pèrsia. El seu substitut, Cimó, va advocar per una política de cooperació entre els dos Estats. Cimó era el proxens d'Esparta a Atenes, i era tal l'afecte que sentia per aquella ciutat que a un dels seus fills li va podar de nom Lacedemoni. Tanmateix van sorgir alguns punts de conflicte; Tucídides indica que, a mitjans dels anys 460 a. C., Esparta va decidir envair l'Àtica durant la rebel·lió de Tassos i que l'únic que va evitar la invasió va ser un terratrèmol que va desencadenar una revolta per part dels ilotes. Potser fos en realitat aquesta revolta el que va impedir que els espartans ataquessin Atenes abans que aquesta acabés les obres de emmurallat, tot i que, fins i tot amb les noves muralles, la superioritat dels hoplites espartans i de les seves tàctiques de combat els haguessin permès expugnar la ciutat rival sense dificultat.
Fou aquesta revolta del ilotes la que acabaria provocant la crisi que va precipitar la guerra. Incapaços de sufocar la revolta per si mateixos, els espartans van convocar tots els seus aliats perquè els ajudessin, i invocaren per a això els antics llaços de la Lliga Hel·lènica. Atenes va respondre a la crida, enviant 4.000 homes amb Cimó d'Atenes al capdavant. No obstant això, alguna cosa en el comportament o l'aspecte de la força atenesa va insultar els espartans i aquests van despatxar els atenesos (cosa que no van fer amb la resta dels seus aliats),Aquesta acció va destruir la credibilitat política de Cimó, el qual ja havia estat atacat pels seus oponents atenesos, liderats per Efialtes, i poc després d'aquesta vergonya va ser condemnat a l'ostracisme. La demostració de l'hostilitat espartana era inconfusible i, quan Atenes va respondre, els esdeveniments es van precipitar veloçment cap a la guerra. Atenes va establir amb celeritat una sèrie d'aliances: amb Tessàlia, un poderós Estat del nord; amb Argos, l'enemic secular d'Esparta; i amb Mègara, un antic aliat d'Esparta que es trobava en dificultats a causa d'una guerra que lliurava amb l'aliat més poderós d'Esparta, Corint. Aproximadament al mateix temps, Atenes va instal·lar els ilotes exiliats després de la derrota de la seva revolta a Naupacte, al golf de Corint. Cap al 460 aC, Atenes es trobava obertament en guerra amb Corint i diversos altres estats del Peloponnès, i una guerra més gran era imminent.

## Primeres batalles

Antiga Grècia.

Al mateix temps que començava aquesta guerra, els atenesos intervenien militarment també en un altre sector de l'Egeu. Atenes havia enviat un contingent a col·laborar amb Inaros, un rei libi que havia aglutinat gairebé tot Egipte en la revolta contra el rei persa Artaxerxes. Atenes i els seus aliats van enviar una flota de 200 vaixells per ajudar Inaros (una substancial inversió de recursos). A causa d'això, els atenesos van entrar en guerra contra Esparta amb les seves forces disseminades per diversos teatres bèl·lics. El perjudici que aquesta intervenció a Àfrica va causar Atenes va quedar reflectit en una inscripció del 460/459 aC. en què apareixen els morts de la tribu dels erecteus. La seva particularitat és que el més habitual era enumerar els caiguts de les deu tribus atenesos en una sola estela funerària o en diverses amb una sola encapçalament. Es creu que el que fet que aparegui una tribu separada fou degut al gran nombre de baixes que va patir aquesta en l'expedició egípcia; la inscripció conté cent vuitanta-cinc noms. Abans de la llista apareix una inscripció que diu: «De la tribu dels erecteus, aquests van morir en la guerra, a Xipre, a Egipte, a Fenícia, a Halias, a Egina, a Mègara, el mateix any». Això coincideix fonamentalment amb el relat de Tucídides, que esmenta els tres últims llocs en mateix ordre. Aquest no inclou, però, Fenícia, de manera que l'estela dona testimoni de la lluita en un lloc que, d'altra manera, no associaríem amb aquest període.
El 460 o el 459 aC, Atenes va lliurar una sèrie de batalles importants contra les forces combinades de diversos estats del Peloponnès. En terra, els atenesos van ser vençuts pels exèrcits de Corint i Epidaure a Halias, però al mar van obtenir la victòria a Kekrifalia. Egina, alarmada per l'agressivitat atenesa al golf Sarònic, va entrar en la guerra contra aquests, i sumà la seva poderosa flota a la dels aliats peloponnesos. En el combat marítim que vingué a continuació, Atenes va aconseguir una victòria aclaparadora i va capturar setanta navilis de l'enemic; a continuació, els atenesos van desembarcar a Egina i, dirigits per Leòcrates, va posar setge a la ciutat.
Mentre gran part dels destacaments atenesos es trobaven ocupats a Egipte i Egina, els corintis van envair Mègara amb la intenció que Atenes abandonés el setge d'Egina per fer front a la nova amenaça. No obstant això, els atenesos van reunir un exèrcit d'homes massa vells i nois massa joves per servir a l'exèrcit i el van enviar, sota el comandament de Mirònides, per socórrer Mègara. El resultat de la batalla entre aquest contingent i els corintis va ser incert, però en finalitzar el dia els atenesos eren amos i senyors del camp de batalla, per la qual cosa van erigir un trofeu per assenyalar la victòria. Aproximadament dotze dies després, els corintis van intentar tornar al lloc per aixecar el seu propi monument triomfal, però els atenesos es van llançar sobre ells des de Mègara i els van vèncer. Durant la retirada posterior a la batalla, un gran nombre de soldats corintis, assetjats i perduts, es van topar amb un terreny tancat per una rasa, on van ser atrapats i massacrats per la infanteria lleugera atenesa.

### Tànagra

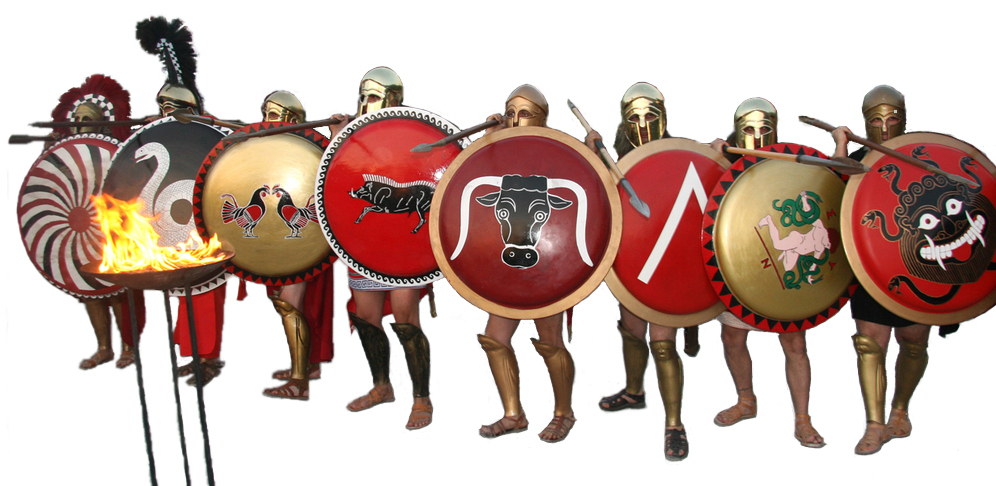
Els hoplites grecs conformaven la major part de l'exèrcit d'un estat

Durant diversos anys al principi de la guerra, Esparta es va mantenir principalment inert. Malgrat que possiblement les tropes espartanes participessin en alguna de les primeres batalles, no apareixen esmentades en cap font antiga.El 458 aC o 457 aC, Esparta finalment va fer un moviment, però no directament a Atenes. El fet és que havia esclatat una guerra entre Fòcida, aliada d'Atenes, i Dòrida, situada al costat del golf de Corint, davant del Peloponnès. Tradicionalment, Dòrida es considerava la terra ancestral dels doris, i els espartans, en ser doris, tenien una antiga aliança amb aquest estat. En conseqüència, un exèrcit espartà sota el comandament de l'estrateg Nicomedes, que actuava en nom del rei Plistoànax, encara menor d'edat, va ser enviat a través del golf de Corint per ajudar. Aquest exèrcit va obligar els focis a acceptar les condicions, però mentre l'exèrcit es trobava a Dòrida, una flota atenesa es va posicionar per bloquejar el retorn dels espartans a través del golf de Corint.
En aquest punt, Nicomedes va dirigir el seu exèrcit cap al sud a Beòcia. Diversos factors poden haver influït en la seva decisió de fer aquest moviment. En primer lloc, s'havien iniciat negociacions secretes amb un grup a Atenes que pretenien lliurar la ciutat als espartans per tal d'enderrocar la democràcia. A més, Donald Kagan ha suggerit que Nicomedes havia estat en contacte amb el govern de Tebes i planejava unificar Beòcia sota el lideratge tebà, cosa que aparentment va realitzar després de la seva arribada a la zona.
Amenaçats pel nombrós exèrcit espartà a Beòcia i temorosos de l'ambient traïció que es respirava, els atenesos van marxar per enfrontar-se als peloponnesos amb tantes unitats com van poder reunir, tant a Atenes com a les ciutats aliades. Ambdós exèrcits es van encontrar a la batalla de Tànagra (457 aC). Abans de la batalla, el polític atenès exiliat Cimó, armat per al combat, es va atansar a les tropes ateneses per oferir els seus serveis; tanmateix, se li va ordenar d'allunyar-se'n. Abans de partir, va instar els seus amics a demostrar la seva lleialtat mitjançant el seu valor. Tot i que així ho van fer, els atenesos van ser derrotats si bé tots dos bàndols van patir fortes pèrdues. Els espartans, en comptes d'envair l'Àtica, van tornar a casa travessant l'istme de Corint. Donald Kagan creu que en aquell moment es va sol·licitar a Cimó que retornés de l'exili i negociés una treva de quatre mesos entre els bàndols; altres estudiosos del tema consideren que no es va dur a terme cap tipus de treva i que la data en què Cimó va tornar a Atenes va ser posterior.
Seguidament Atenes es va col·ligar amb Argos, enemiga d'Esparta i únic rival d'aquesta al Peloponnès; l'objectiu dels nous aliats era defensar-se del poder militar espartà.

### Conquestes ateneses

Territoris d'Atenes, els aliats i les dependències.

Malgrat els esdeveniments anteriors, Atenes reaccionà bé després de la seva derrota a Tànagra i va despatxar un exèrcit amb Mirònides al capdavant per atacar Beòcia. L'exèrcit beoci va fer front als atenesos a batalla d'Enòfita, però fou derrotat de manera aclaparadora, la qual cosa va permetre que Atenes conquistés la totalitat de Beòcia (llevat de Tebes), Fòcida i Lòcrida. Els atenesos van enderrocar les fortificacions de Tànagra i van prendre com a ostatges els cent ciutadans més rics de Lòcrida. A més, van aprofitar l'oportunitat per completar la construcció de la seva muralla.
Poc després, Egina es va rendir i va ser obligada a enderrocar les seves muralles, lliurar la seva flota de vaixells i convertir-se en membre tributari de la Lliga de Delos, per arrodonir el que Donald Kagan ha anomenat un annus mirabilis per als atenesos.
Els atenesos, satisfets pel seu èxit, van enviar una expedició a les ordres del general Tòlmides per assolar la costa del Peloponnès. Els atenesos van circumnavegar el Peloponnès i van atacar i saquejar les drassanes espartanes, que probablement eren a Gítion. Els atenesos van continuar amb aquesta reeixida expedició tot capturant la ciutat de Calcis al golf de Corint i després desembarcant al territori de Sició i derrotant el seu exèrcit en combat.

## La importància de Mègara

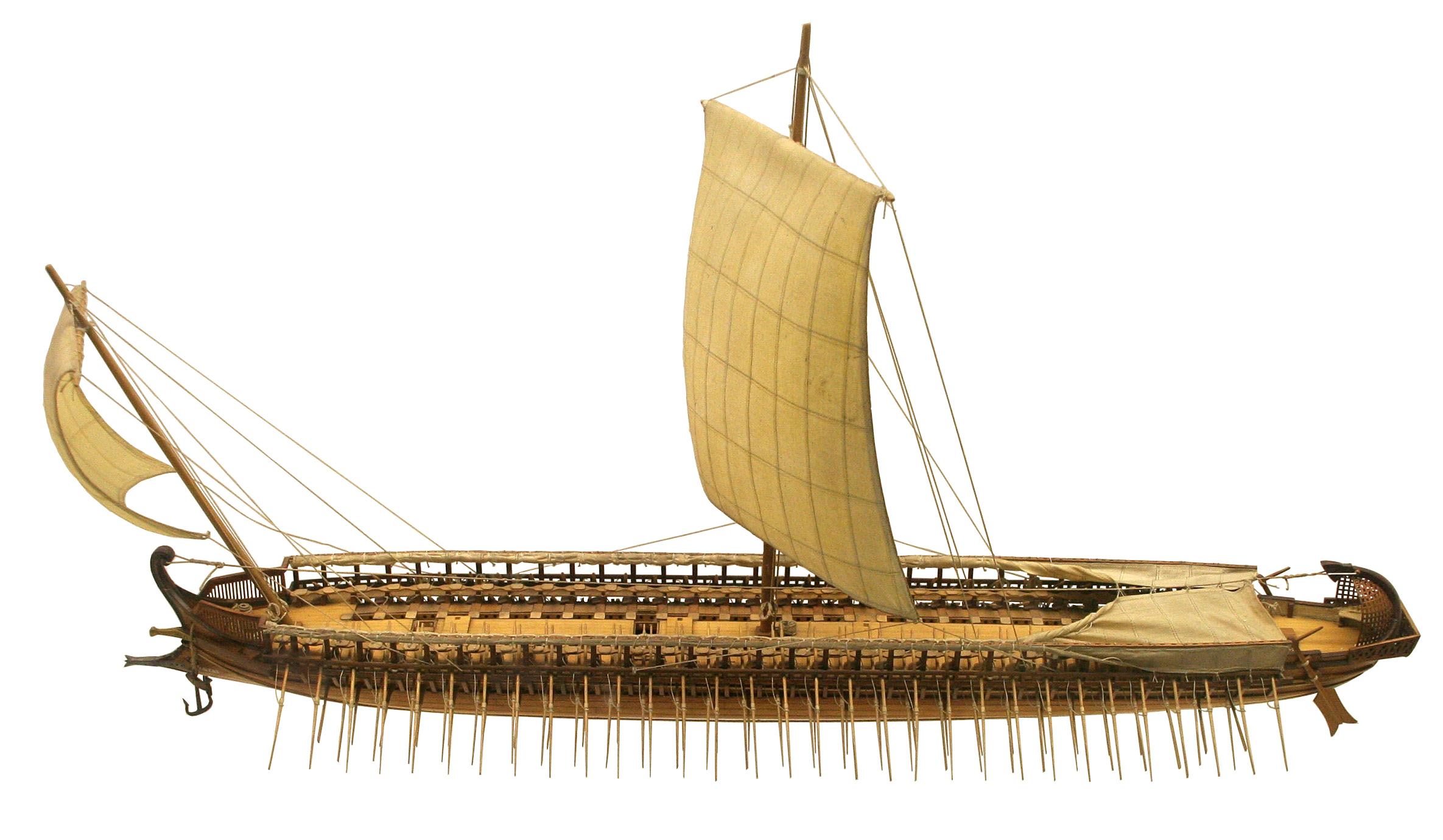
Una trirrem grega, la principal embarcació que feien servir les polis de Grècia

Els estudiosos moderns han subratllat la importància crítica del control atenès de Mègara per permetre els primers èxits atenesos a la guerra. Mègara va proporcionar un port convenient al golf de Corint, al qual els remers atenesos podien ser transportats per terra, i probablement un nombre significatiu de vaixells es van mantenir al port de Peges, Mègara, durant la guerra. A més, mentre que els primers estudiosos moderns eren escèptics sobre la capacitat d'Atenes per evitar que un exèrcit espartà es mogués a través de Mègara, els estudis recents han conclòs que el pas de Geraneia podria haver estat controlat per una força relativament petita.Així, amb l'istme de Corint tancat i les flotes ateneses tant al golf de Corint com al golf Sarònic, l'Àtica era inexpugnable des del Peloponnès. La incapacitat dels espartans d'atacar Mègara va demostrar ser un component clau en la seva derrota davant els atenesos, però un expert creu que la incapacitat dels espartans per atacar i controlar Mègara fou deguda a mals càlculs i als esforços atenesos per evitar una batalla a camp obert amb els espartans.

## Crisi atenesa i treva
La notable sèrie d'èxits d'Atenes es va aturar sobtadament l'any 454 aC, quan la seva expedició egípcia va ser finalment derrotada de manera aclaparadora. Un enorme exèrcit persa, comandat per Megabazos havia estat enviat per terra contra els rebels a Egipte un temps abans, i a la seva arribada havia derrotat ràpidament les forces rebels. El contingent grec havia estat assetjat a l'illa de Prosopitis al Nil. L'any 454 aC, després d'un setge de 18 mesos, els perses van capturar l'illa i van destruir la força gairebé per complet. Tot i que la força que es va eliminar probablement no era tan gran com els 200 vaixells que s'havien enviat originalment, es tractava d'almenys 40 vaixells amb les seves tripulacions, un nombre significatiu d'homes.
Aquell mateix any 454, el tresor de la Lliga de Delos es va traslladar a Atenes. Això va atorgar a la ciutat més control de les finances de la Lliga. Es conserven inscripcions que indiquen les diferents contribucions que Atenes va rebre dels seus aliats i que va dedicar a Atenea.
El desastre a Egipte va afeblir tremendament el control d'Atenes sobre l'Egeu i, durant diversos anys, els atenesos van concentrar la seva atenció a reorganitzar la Lliga de Delos i a estabilitzar novament la regió. Atenes va respondre a la petició d'ajuda d'Orestes, fill d'Equecràtides, tagos de Tessàlia, que havia estat exiliat i desitjava recuperar el poder. Els atenesos van marxar cap a Farsàlia al costat dels seus aliats de Beòcia i Fòcida. No obstant això, la cavalleria tessàlia els va impedir assolir el seu objectiu, per la qual cosa van haver de tornar a Atenes sense haver tornat el govern a Orestes ni pres Farsàlia.
Per tant, el 451 aC, quan Cimó va tornar a la ciutat després d'haver conclòs el seu ostracisme, els atenesos estaven més que disposats a negociar una treva amb Esparta. Cimó va acordar un cessament de les hostilitats per cinc anys,43 durant els quals la política atenenca es va centrar al mar Egeu.

## Després de la treva
Els anys posteriors a la treva van ser plens d'esdeveniments en la política grega. La pau de Càl·lies, si és que realment va existir, es va concloure l'any 449 aC; probablement va ser el mateix any que Pèricles va aprovar el decret del Congrés, que demanava un congrés panhel·lènic per discutir el futur de Grècia.  Els estudiosos moderns han debatut àmpliament sobre la intenció d'aquesta proposta; alguns ho consideren un esforç de bona fe per aconseguir una pau duradora, mentre que altres ho veuen com una eina de propaganda. En qualsevol cas, Esparta va desbaratar els plans en negar-s'hi a assistir.
El mateix any va esclatar la Segona Guerra Sagrada, quan Esparta va separar Delfos de Fòcida i la va independitzar. L'any 448 aC, Pèricles va dirigir l'exèrcit atenès contra Delfos, per tal de restablir els antics drets sobirans de Fòcida sobre l'oracle de Delfos.
El 446 a C. es va produir una revolta a Beòcia, la qual marcaria la fi de l'«imperi continental» d'Atenes a Grècia. Tòlmides va liderar un exèrcit per desafiar els beocis, però, després d'alguns triomfs inicials, va ser derrotat en la batalla de Coronea. Arran d'aquesta derrota, Pèricles va adoptar una postura més moderada i Atenes va abandonar Beòcia, Fòcida i Lòcrida.
No obstant això, el fracàs a Coronea va originar esdeveniments més perillosos: la revolta a Eubea i Mègara. Pèricles va marxar contra Eubea per aixafar la rebel·lió, va haver de replegar-se quan l'exèrcit espartà va envair l'Àtica. Mitjançant negociacions, i possiblement suborns,Pèricles va persuadir el rei d'Esparta, Plistòanax, per tal que retirésUn cop a Esparta, Plistoànax va ser jutjat per no haver aprofitat la seva situació avantatjosa i condemnat a pagar una multa tan gran que va haver de fugir a l'exili, incapaç de pagar-la.Amb l'amenaça espartana eliminada, Pèricles va tornar a Eubea amb 50 vaixells i 5.000 soldats, i va esclafar tota oposició. A continuació, va infligir un dur càstig als terratinents de Calcis, que van perdre les seves propietats. Els habitants d'Histiea, que havien massacrat la tripulació d'una trirrem atenesa, van ser desposseïts de les seves terres i reemplaçats per dos mil colons atenesos. L'acord entre Esparta i Atenes va ser ratificat per la «Pau dels Trenta Anys» (hivern del 446–445 aC). Segons aquest tractat, Mègara va ser retornada a la Lliga del Peloponnès, Trezè i Acaia es van independitzar, Egina havia de ser un tributari d'Atenes però autònom, i les disputes s'havien de resoldre per arbitratge. Cada bàndol es va comprometre a respectar les aliances de laltre.

## Importància i conseqüències
L'etapa mitjana de la primera guerra del Peloponnès va suposar l'apogeu del poder atenès. Gràcies al seu domini de Beòcia i Mègara, i del mar que ensenyoria amb la seva flota, Atenes es va trobar completament segura davant de qualseevol atac, per terra i mar. No obstant això, els successos ocorreguts als anys 447 i 446 a. C. van destruir aquesta seguretat i, malgrat que no tots els atenesos van abandonar el seu somni de dominar el món grec, el tractat de pau que va posar fi a la guerra va fixar les bases d'una Grècia bipolar. A canvi de la renúncia als seus territoris continentals, Atenes va rebre el reconeixement de la seva aliança per part d'Esparta. La pau va durar menys de la meitat dels trenta anys estipulats, doncs en el 431 a. C., Atenes i Esparta es van embarcar en una nova guerra: la (segona) Guerra del Peloponnès, que donaria un resultat molt més decisiu.